# دوروثي نورمان
دوروثي نورمان (بالإنجليزية: Dorothy Norman)‏ هي مصورة أمريكية، ولدت في 28 مارس 1905 في فيلادلفيا في الولايات المتحدة، وتوفيت في 12 أبريل 1997.